# Neaethus uniformus
Neaethus uniformus är en insektsart som beskrevs av Doering 1939. Neaethus uniformus ingår i släktet Neaethus och familjen sköldstritar. Inga underarter finns listade i Catalogue of Life.